# 高松政雄 (建築家)
高松 政雄 （たかまつまさお、1885年11月5日 - 1934年3月11日）は、日本の建築家。
曾禰達蔵・中條精一郎の曾禰中條建築事務所に入所し、丸の内のオフィスビルなどの設計に従事する。また、東京海上ビルなどの設計を行った。
特に病院建築の設計監督に從事する。病院建築は造詣が深く、慶應義塾大学病院などの設計を行った。
文筆にも優れており、多くの建築評論を執筆。中條精一郎が進める建築士法制定運動の中心となって論陣を張った。日本建築士会では、建築士法制定の促進に尽くした。

## 経歴
1885年（明治18年）、父親の転勤先である横浜に生まれる。父親は当時神奈川県庁職員。明治31年には父の転勤にともない大阪に赴く。大阪府立第五天王寺中学校から第一高等学校（旧制）を経て、1910年（明治43年）、東京帝国大学工科大学建築学科を首席で卒業。卒業設計は建築家クラブ、同期に安井武雄、内藤多仲らがいる。同窓の会名に「斯美」の名付けたのは高松。招かれて曾禰中條建築事務所に技師として聘せて以降、高層建築の勃興期に入り、大正9年9月からの北米合衆国へ視察派遣を経験。翌年5月帰朝後、その後当事日本の高層建築の基準をなす東京海上保険ビルを始め東京自治会館、札幌教会、東京計器株式会社の諸建物、日本精工株式会社事務所等の建築を手がけていく。
その後慶應大学医学部校舎及同附属病院諸建物の設計監督を担任するに及び、病院建築の研究に向い、続いて永田町井上眼科院並びに駿河台井上眼科病院、東京府医師会下谷病院等から、やがては病院建設研究所の顧問技師として兼務担当、以降は芝医院や浜田病院、財団法人慈恵会附属病院、社団法人実費診療所横浜支部及大阪支部の両病院、浜田病院附属産婆学校、私立松山病院等の設計監督に従事していく。
一方で住宅建築にも興味をみせ、稻葉子爵邸、井上医学博士邸等の作ある外、個人として担当した作品には田島邸、関邸、加藤邸、渡辺邸、池田邸、末次邸、本間邸、堤邸等十数邸ほど手がけている。いずれも作者高松品格を反映する傑作たらざるはないとしている。
さらに。社会的活動の方面をも怠らず、議院建築問題の際には堂々の筆陣を張って斯界に警鐘を打った事もある。また建築学会の役員として数回の役員当選し会運営の尽力を惜まぬほか、日本建築士会や衛生工業協会等の役員として常に重任を帯び又照明学会、国民美術協会等の会員にも名を連ねた。とくに日本建築士会に入会するに到っては通産三回ほど理事に選ばれ、複雑な会務に応酬する傍、会誌編輯には初号以来筆を断たず、常に温健なる主張を綿密なる調査と熱心な努力に終始する。建築士法促進委員としても同法案の達成通過に尽力して倦まなかったという。
1934年、穿孔性胃潰瘍のため逝去。

### 年表
- 1885年 - 出生、父は鳥取県士族正六位、工部大学校化学科出身の工学士高松政正[2]
- 1907年 - 旧制第一高等学校卒業、東京帝国大学工科大学建築学科へ入学
- 1910年 - 東京帝国大学工科大学卒業、曾禰中條建築事務所に入所
- 1911年 - 病気のため曽禰中條建築事務所を退所
- 1914年 - 曽禰中條建築事務所に再入所
- 1918年(大正7年) 工手学校建築科において建築構造法を講義(1920年まで)。
- 1920年-1921年 - アメリカ合衆国へ視察旅行
- 1922年 - 病院建設研究所を開設
- 1928年(昭和3年) 早稲田大学建築学科において病院建築の講義。
- 1934年 - 逝去

## 作品
- 東京海上ビル
- 講談社
- 東京府医師会下谷病院 1928
- 東京慈恵会医科大学付属病院 1930
- 駿河台井上病院 1929
- 東京計器制作所 1931
- 慶応義塾大学医学部付属病院 1932

## 著作
- 建築家の修養（卒業論文の一部を『建築雑誌』に掲載、ジョン・ラスキンの美学をもとに建築の本質を論じている）
- 鉄筋混擬土と建築の新様式
- 建築士法問題の過去現在
- 帝都の復興と都市計画の揺籃
- 地震と帝国ホテルと建築界の内省（建築様式、構造などをテーマにした戯曲仕立ての作品、未完）
- 病院（『高等建築学』15巻所収、常磐書房1 1933年）
- 「将来の都市と建築 横浜の復興と建築」片岡安と共著, 復興局建築部 1924